# Rezerwat przyrody Wielistowskie Źródliska
Rezerwat przyrody Wielistowskie Źródliska – leśny rezerwat przyrody obejmujący obszary źródliskowe położone na północno-zachodniej krawędzi Pojezierza Kaszubskiego w obrębie leśnictwa Godętowo, na południe od drogi krajowej nr 6. Został utworzony w 2002 roku. Zajmuje powierzchnię 11,68 ha. Ochronie rezerwatu podlega zespół wodnych cieków leśnych o charakterze strumieni górskich, otoczonych buczyną pomorską, ze szczególnym wyróżnieniem zachodzących tu procesów geomorfologicznych i hydrologicznych. Występują tu stanowiska gniezdnika leśnego i paprotki zwyczajnej. Rezerwat stanowi ostoję kruka, myszołowa i dzięcioła dużego. Najbliższa miejscowość to Wielistowo.